# Julie d'Angennes

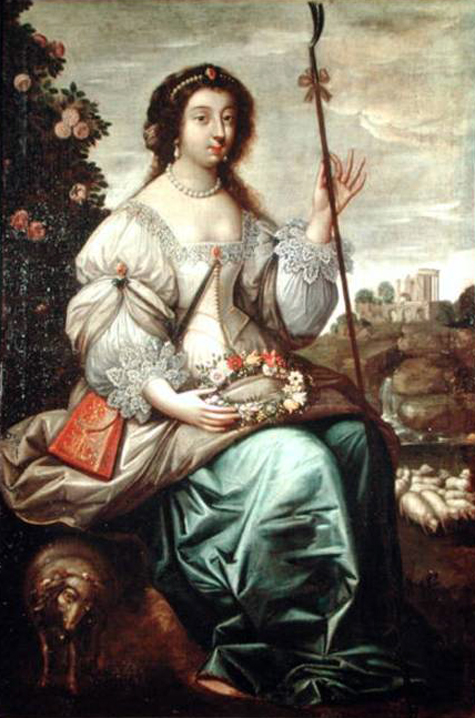
Julie representando L'Astrée, de Honoré d'Urfé, por Claude Deruet.

Julie-Lucine d'Angennes, llamada la incomparable Julia, nacida en París en 1607 y fallecida en 1671, era hija de Charles d'Angennes, marqués de Rambouillet, y de Catherine de Vivonne.
Julie d'Angennes creció en un ambiente en el que sus padres reciben a todas las personalidades de su época en el hôtel de Rambouillet. En 1641, recibe un particular regalo del que más adelante llegará a ser su marido, el duque de Montausier: una colección de 62 madrigales la Guirnalda de Julia compuestos por 19 poetas: Corneille (tal vez), Desmarets, Malleville y realizado por el calígrafo Nicolas Jarry. En 1661, se convirtió en gobernanta de los hijos de Francia y, en 1664, dama de honor de la reina María Teresa de Austria.